# JOE (作曲家)
JOE（ジョー、1987年6月9日 - ）は、日本のソングライター、編曲家、音楽プロデューサー、トラックメイカー。北海道札幌市出身。

## 略歴
学生の頃からR&Bに興味を持ち18歳で上京。音楽専門学校で、音楽の基礎を学ぶ。22歳の時に作曲家Carlos K.と出会い、インスパイアされ作曲を始める。近年ではJ-POPを筆頭に、得意とするK-POPや映像音楽などジャンルを問わず様々なアーティストの楽曲を制作し、数多くの作品を手がけ、活躍の幅を広げている。シンガーとして活動していた時期もあり、歌唱力には定評がある。男性ボーカル曲だけでなくラップや児童用曲まで、声を操る幅が大きい。

## 作品

### 提供作品
五十音順
ア行
- アキシブproject
  - Hola! Hola! Summer（作曲・編曲）

- 雨宮天
  - メリーゴーランド（作詞・作曲・編曲）
- AYATO
  - iN Reality（作曲・編曲）

- AMPTAKxCOLORS
  - AMPTAKxCOLORS（作曲・編曲）
- UNLAME
  - ナイモノネダリ（作曲・編曲）

- 板野友美
  - 君。（作曲・編曲）

- 宇野実彩子
  - SMILE PEACE (作曲）

- NMB48
  - 君はエイリアン（作詞・作曲・編曲）

- ENVii GABRIELLA
  - Sorry Not Sorry (MIX)
  - BL (MIX)
  - OL -Happy Ever After-（作曲・編曲）

- 小野大輔
  - Magic World（作詞・作曲・編曲）
  - UNIVERSAL GRAVITY（作詞）
  - SUPER SHOCK (with 羽田野 渉)（作詞・作曲・編曲）

カ行
- KAZUKI(DOBERMAN INFINITY)
  - あおいとり（作曲）*映画『昨日より赤く今日より青く』主題歌

- KIMIKA
  - This is Me（編曲）
  - Shallow(A Star Is Born) feat.RIOSKE (COLOR CREATION)（編曲）

- きゅ〜くる
  - トキメキときどき恋愛フラストレーション（作詞・作曲・編曲）
  - スタートライン（作詞・作曲・編曲）
  - マリアージュLove（作詞・作曲・編曲・MIX）
- CUBERS
  - A Beautiful Magic（作詞・作曲・編曲）
- 胡桃澤もも
  - 桃色ラブリー100%（作曲・編曲）
- KEIKO
  - キライ。（作曲・編曲）

サ行
- CYBERJAPAN DANCERS
  - Joy To The World（編曲）
  - スキスキスー（編曲）
  - Bounce!（編曲）

- サンリオピューロランド
  - キャンプはこれから（作曲・編曲）
  - キャンプの夜に（編曲）
- ZIPANG OPERA
  - Shape of Love（作曲・編曲）

- GFRIEND
  - Memoria（作曲）
  - MyMyMy（日本語作詞）

- Style Elements
  - Flame Out（作曲・編曲）

- すとぷり
  - アモーレ・ミオ（作曲・編曲）

- SNUPER
  - Remember you（作曲・編曲）

- SUPER★DORAGON
  - Brand New Music（作曲・編曲）

- SELLOUT
  - 共に歩む道（作曲・編曲）

- Sonar Pocket
  - 夏中毒（作曲・編曲・コーラス）

タ行
- たい。
  - So bright（作曲・編曲）

- 築田行子
  - Flashback（作曲・編曲）
  - 夕暮れ（編曲）
- 葛籠貫理紗
  - 雪空（作詞・作曲・編曲）
  - 夜風（作詞・作曲・編曲）

- 刀剣乱舞〜葵咲本紀〜
  - 蜻蛉切 - spi
    - Brave soul（作詞・作曲・編曲）

- 東京CuteCute
  - Sunshine（作曲・編曲）/ 「バズリズム02」8月EDテーマ

- TOKYO CITYPOP CANDY
  - SPARKLE（プロデュース）
  - 心の友（編曲）

ナ行
- KnightA-騎士A-
  - Shall we Dance!!（作曲・編曲）
  - Daydream（作曲・編曲）

- 虹ヶ咲学園スクールアイドル同好会
  - 中須かすみ（CV.相良茉優）
    - ダイアモンド （作曲・編曲）

  - 優木せつ菜（CV.楠木ともり）
    - CHASE!（作詞・作曲）/ TVアニメ『ラブライブ！虹ヶ咲学園スクールアイドル同好会』第1話 挿入歌

  - 朝香果林（CV.久保田未夢）
    - Wish（編曲）

  - 天王寺璃奈（CV.田中ちえ美）
    - アナログハート（編曲）

  - 桜坂しずく（CV.前田佳織里）
    - Solitude Rain（作曲・編曲）/ TVアニメ『ラブライブ！虹ヶ咲学園スクールアイドル同好会』第8話 挿入歌

  - A・ZU・NA
    - Happy Nyan! Days（作曲・編曲）

  - R3BIRTH
    - バブルオーバー!（編曲）

  - 三船栞子
    - 翠いカナリア（作詞・作曲・編曲）

  - 全員曲
    - トワイライト（作曲・編曲）
- NOILION
  - Terrain（作曲・編曲）

ハ行
- 幕末Rock
  - 久坂玄機(CV.速水奨)、柿本人麻呂(CV.堀江瞬)、在原業平(CV.林勇)、和泉式部(CV.佐々木李子)、藤原定家(CV.寺島惇太)
    - Into The Afterworld（作曲・編曲）

  - 坂本龍馬(CV.谷山紀章),久坂玄機(CV.速水奨)
    - 意志貫徹(ペネトレイト)（作曲・編曲）

- bicaso feat.EAERAN
  - Over Think（MIX）*アニメ『時光代理人』EDテーマ

- BLACKNAZARENE
  - あなた（編曲・MIX）

- Project A.I.D
  - -A.I.D-（編曲）
  - uranus（編曲）
  - feather（編曲）

マ行
- 祭nine.
  - 愛モーレ逢モーレ（編曲）

ヤ行
- 遊助
  - Hi My Honey（作曲・編曲）

ラ行
- 里華
  - Fake up（作曲・編曲）

- Little Glee Monster
  - Ain't No Mountain High Enough（編曲）

- RAINZ
  - Snowflake（作詞・作曲・編曲）

- LOG1N
  - Haunted Mission（作曲・編曲）

ワ行
- 鷲尾伶菜
  - 残留思念（作曲・編曲）